# Ажигов, Сарсембек
Сарсембек Ажигов (1906, Чимкентский уезд, Сырдарьинская область, Туркестанский край, Российская империя — неизвестно, Коммунар, Сарысуский район, Джамбулская область, Казахская ССР) — старший чабан колхоза имени Молотова Сары-Суйского района Джамбулской области, Казахская ССР. Герой Социалистического Труда (1949).

## Биография
Родился в 1906 году в крестьянской семье в одном из аулов (в советское время — аул № 11 колхоза «Коммунар») Чимкентского уезда. С раннего возраста трудился в сельском хозяйстве. Во время коллективизации в 1930 году вступил в сельскохозяйственную артель. С 1939 года — старший чабан колхоза имени Молотова (с 1957 года — колхоз «Коммунар») Сары-Суйского района.
В 1948 году сдал к отбивке 113 ягнят на каждую сотню овцематок от общего числа голов на начало года в 542 маток. Получил 87,6 % смушек первого сорта. Указом Президиума Верховного Совета СССР от 12 июля 1949 года удостоен звания Героя Социалистического Труда за «получение высокой продуктивности в животноводстве в 1948 году» с вручением ордена Ленина и золотой медали «Серп и Молот» (№ 4127).
В последующие годы показывал высокие трудовые результаты в овцеводстве. В 1964 году вырастил по 131 ягнёнка от каждой сотни овцематок, в 1965 году — по 126 ягнят и в 1966 году — по 127 ягнят. За эти выдающиеся трудовые достижения был награждён в 1966 году медалью «За трудовое отличие».
После выхода на пенсию проживал в совхозе «Коммунар» (с 1993 года — село Игилик Сарысуского района). Дата смерти не установлена.
Награды
- Герой Социалистического Труда
- Орден Ленина
- Медаль «За трудовое отличие» (22.03.1966)